# Souimanga de Sao Tomé
Dreptes, Dreptes thomensis
Genre
Espèce
Synonymes
- Nectarinia thomensis Bocage, 1889[2]

Statut de conservation UICN

 VU D1 : Vulnérable
Le Souimanga de Sao Tomé (Dreptes thomensis) est une espèce d'oiseaux de la famille des Nectariniidae endémique de Sao Tomé-et-Principe. Il s'agit de la seule espèce du genre Dreptes et du plus grand souimanga du monde.

## Répartition
Cette espèce est endémique de l'île São Tomé à Sao Tomé-et-Principe. Elle vit dans les forêts primaires de plaine et de montagne.